# Ochlocknee
Ochlocknee – miasto w Stanach Zjednoczonych, w stanie Georgia, w hrabstwie Thomas.

## Znane osoby
Urodził się tu filozof Ronald K. Hoeflin.